# Ton de Gier

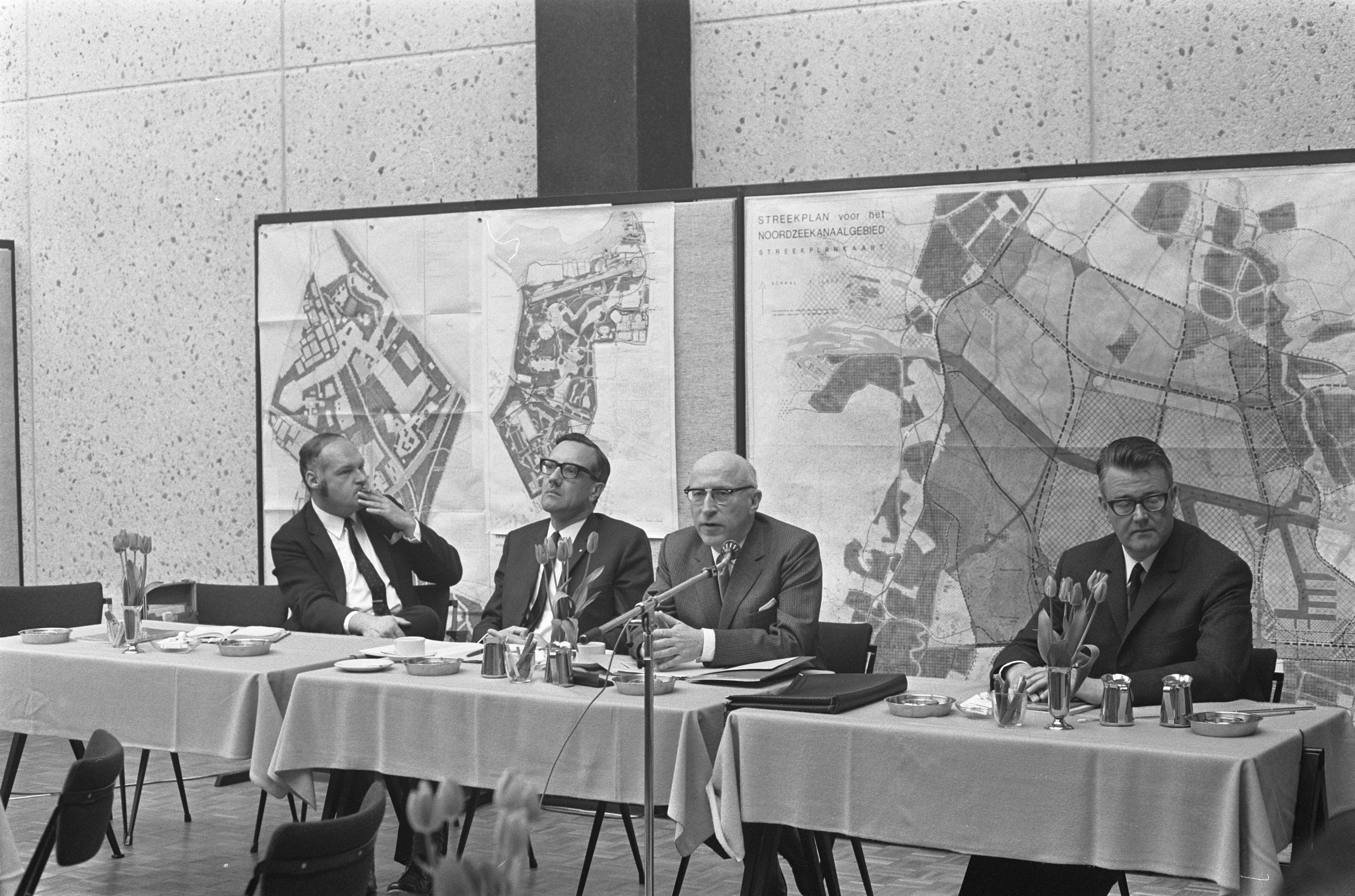
Ton de Gier, uiterst rechts naast Ivo Samkalden, 1969

Antonius (Ton) de Gier (Heiloo, 9 mei 1925 - Amsterdam, 1 augustus 1980) was een Nederlands stedenbouwkundige.
Hij was een zoon van timmerman Antonius de Gier en Aaltje De Vries, in 1922 getrouwd. Grootvader (Antonius de Gier) was schuitenmaker. Hijzelf was getrouwd met Antonia Adriana Dubel.
In 1951 studeerde hij af als civiel ingenieur aan de Technische Universiteit Delft en hij ging op 23 april aan het werk bij de Dienst der Publieke Werken. Hij werkte enige tijd op de afdeling Stadsontwikkeling, afdeling verkeer. Hij trad in de voetsporen van Cor van Eesteren. Hij volgde in 1962 Jacoba Mulder op in de functie van directeur van Stadsontwikkeling. Op 1 maart 1969 kreeg hij de gehele Dienst der Publieke Werken onder zijn hoede. Op 1 januari 1980 zag hij die dienst inkrimpen tot de Dienst Ruimtelijke Ordening.
Hij kreeg te maken met de snelle uitbreidingen van de stad en de planning van infrastructuur om die snelle uitbreidingen te kunnen realiseren. Zo was hij betrokken bij de plannen en uitvoeringen van de Amsterdamse metro, de rijksweg 10 (ringweg), uitbreidingen in Amsterdam Nieuw-West (met de Cornelis Lelylaan), Buitenveldert en samen met Siegfried Nassuth bij de bouw van de Bijlmermeer (Amsterdam-Zuidoost), waarvoor Mulder andere plannen had. Sommige van de projecten waren (zwaar) omstreden. De verkeersondergang op het Mr. Visserplein waar De Gier verantwoordelijk voor was werd naar hem "de Gierput" genoemd.
Hij woonde sinds 1962-1963 aan het Willem Mulierhof 51, een schepping van architect Frits Dekeukeleire, vijf aaneengeschakelde bungalows. De bijbehorende tuin was ingericht door Arend Jan van der Horst. Het past binnen zijn motto: "Ruimte is het mooiste meubel". De woning ligt in een wijk die hij mede had helpen inrichten. De Gier werd gecremeerd. Herman van der Heide maakte na zijn overlijden een bronzen beeld van hem met de tekst "Ton de Gier, bouwer aan de stad 23.4.1951-1.8.1980".